# Ski Alp Race Dolomiti di Brenta
La Ski Alp Race Dolomiti di Brenta è una gara storica di sci alpinismo, che si svolge nella cornice dolomitica di Madonna di Campiglio (in Trentino), località famosa per gli sport invernali, in particolare lo sci alpino, grazie anche alla storica 3-Tre, prova di Coppa del Mondo, e le rassegne iridate di snowboard e freestyle, svoltesi a Campiglio nel 2001 e nel 2007.

## Storia
La Ski Alp è nata nel 1975, riproposta ogni anno senza interruzione, fino al 1988 disputata sulle nevi di Pinzolo e poi trasferita a Madonna di Campiglio, per l'organizzazione del locale Sporting Club Campiglio in collaborazione proprio con il comitato 3-Tre. L'evento si svolge la seconda domenica del mese di aprile, uno degli ultimi appuntamenti stagionali per gli appassionati delle pelli di foca.
Nel 2007 ha costituito l'ultima tappa della Coppa del Mondo individuale, per poi ripetersi nel 2008.

## Percorso
La partenza e l'arrivo si trovano ai 2.085 metri del rifugio Boch, località che può essere facilmente raggiunta con la cabinovia Grostè, la quale prosegue verso Passo Grostè, dagli spettatori per assistere al transito degli atleti.
Dopo la partenza dalla località Boch, il percorso sale fino ai 2.850 metri di Cima Grostè, dopo i passaggi dal rifugio Graffer e da Passo Grostè (2.560 metri), per poi scendere fino al sentiero Tuckett (2050 metri) e risalire a Castello di Vallesinella (2.782 metri). Quindi si scende nuovamente fino ai 2.050 metri del sentiero Tuckett, prima dell'ultima salita che porta i concorrenti ai 2.417 metri di Corna Rossa, a precedere la tecnica picchiata finale verso il traguardo.
In totale sono 16,5 i chilometri del suggestivo e selettivo percorso, per un dislivello complessivo di sole salite che raggiunge i 1.864 metri.

## Albo d'oro
Nell'albo d'oro figurano noti atleti dello sci alpinimo, quali Fabio Meraldi, il valtellinese Guido Giacomelli, gli altoatesini Hansjoerg Lunger e Manfred Reichegger e il francese Florent Perrier al maschile, mentre al femminile spiccano i nomi di Bice Bones, Arianna Follis e Laetitia Roux.